# Sergej Ivanovič Mosin
Sergej Ivanovič Mosin in russo Сергей Иванович Мосин? (Voronež, 5 maggio 1849 – Tula, 8 febbraio 1902) è stato un militare e progettista di armi da fuoco russo.

## Biografia
Nato nel 1849, il colonnello Sergej Ivanovič Mosin (pronuncia Moisin) entrò nell'accademia militare all'età di 12 anni. Nel 1867 entrò nell'accademia militare Aleksandrovskoe di Mosca. Nel 1870 si trasferì all'accademia militare Michajlovskoe nell'artiglieria. Nel 1875 si trasferì da graduato nell'Arsenale di Tula, dove come progettista, insieme al belga Leon Nagant, progettò il fucile Mosin-Nagant nel 1891. In seguito diventò colonnello e si trasferì all'arsenale di Sestroreck. Morì l'8 febbraio 1902 e venne sepolto a Tula.